# Coelichneumon singularis
Coelichneumon singularis là một loài tò vò trong họ Ichneumonidae.